# Eupithecia albidior
Eupithecia albidior là một loài bướm đêm trong họ Geometridae.